# 最高通缉
《漫威最高通緝》（英語：Marvel's Most Wanted），簡稱《最高通緝》（Most Wanted），是由杰弗里·贝尔和Paul Zbyszewski为ABC拍摄的一个美国电视试播集。该试播集基于漫威漫画人物芭比·莫尔斯和兰斯·亨特，为《神盾局特工》的衍生作品，由贝尔和Zbyszewiski编写剧本，Billy Gierhart执导，由ABC工作室和漫威电视制作。
试播集围绕前神盾局特工芭比·莫尔斯和兰斯·亨特试图揭开对他们的阴谋，同时与Dominic Fortune形成不稳定联盟。阿德琳妮·帕里奇和尼克·布鲁德扮演芭比·莫尔斯和兰斯·亨特，而德尔罗伊·林多扮演Fortune，费尔南达·安德拉德和歐迪·費爾也参演该试播集。
围绕仿聲鳥（莫尔斯）的电视剧在2011年7月为ABC家庭进入发展，但未实现。莫尔斯和亨特出现在《神盾局特工》第二季。2015年4月，ABC预定试播集。2015年8月该作品彻底改造为《最高通緝》，2016年1月参与试播。2016年5月，《最高通緝》没有获得预定。